# Kup Hrvatske u kuglanju za muškarce
Kup Hrvatske u kuglanju je hrvatsko klupsko kup natjecanje u kuglanju u muškoj konkurenciji, kojeg orgnizira Hrvatski kuglački savez. 

## O natjecanju
Kup Hrvatske je prvo izdanje imalo u sezoni 2009./10. te se igra pretežno u proljetnom dijelu sezone, a prethode mu kup natjecanja po županijskim i regionalnim savezima. Igra se po jednostrukom kup-sustavu, a sudionici poluzavršnice igraju na završnom turniru.

## Pobjednici i finalisti
| sezona    | mjesto završnice                    | prvak                               | doprvak                             |
| --------- | ----------------------------------- | ----------------------------------- | ----------------------------------- |
| 2009./10. | Zagreb                              | Zadar                               | Zaprešić                            |
| 2010./11. | Ozalj                               | Zadar                               | Konikom Osijek                      |
| 2011./12. | Varaždin                            | Konikom Osijek                      | Medveščak 1958 Zagreb               |
| 2012./13. | Split                               | Zaprešić                            | Velebit Otočac                      |
| 2013./14. | Zadar                               | Zadar                               | Zaprešić                            |
| 2014./15. | Osijek                              | Zaprešić                            | Osijek                              |
| 2015./16. | Zaprešić                            | Zaprešić                            | Osijek                              |
| 2016./17. | Rijeka                              | Mertojak Split                      | Osijek                              |
| 2017./18. | Zaprešić                            | Zaprešić                            | Osijek                              |
| 2018./19. | Split                               | Mertojak Split                      | Zaprešić                            |
| 2019./20. | nije igrano radi pandemije COVID-19 | nije igrano radi pandemije COVID-19 | nije igrano radi pandemije COVID-19 |
| 2020./21. | nije igrano radi pandemije COVID-19 | nije igrano radi pandemije COVID-19 | nije igrano radi pandemije COVID-19 |
| 2021./22. | Rijeka                              | Mertojak Split                      | Grmoščica Zagreb                    |

## Vanjske poveznice
- kuglanje.hr, Hrvatski kuglački savez
- kuglacki-savez-os.hr, Kuglački savez Osječko-baranjske županije